# Chlorocoma cissina
Chlorocoma cissina là một loài bướm đêm trong họ Geometridae.